# Favbet
Favbet — міжнародна букмекерська компанія, заснована у 1999 році в Україні. Працює під ліцензіями Кюрасао та України (з 2021).

## Історія
Компанію було створено 1999 року в Україні, 2001 року відкрився сайт для прийому ставок.
2005 року мережа охоплювала понад 90 міст України й налічувала близько 170 пунктів прийому ставок.
Назва бренду змінювалася — у різний час це були «Фаворит», «Фаворит Спорт», «Фаворит Тото» тощо. Бренд «Favbet» початково застосовувався для просування за межами України.
2013 року компанія почала роботу в Білорусі, 2016 — в Румунії, 2018 — у Хорватії.
Компанія здійснювала діяльність під ліцензією уряду Кюрасао, виданою компанії Favorit United N.V.
2019 року, коли Верховна Рада розглядала законопроект про легалізацію грального бізнесу, уряд України вжив заходів щодо діяльності букмекерів під вивіскою державних лотерей. Зокрема, під удар потрапили й компанії, що працювали з брендами Favorit та Favbet. У січні 2020 року проходили обшуки в компанії «Фаворит спорт», хоча в пресслужбі компанії ці дані заперечували. В Україні тимчасово було заблоковано доступ майже до всіх сайтів компанії «Favorit United N.V.», зокрема, до доменів favbet.com, favorit.com.ua та ін.
2021 року КРАІЛ видав компанії ліцензію на проведення азартних ігор в інтернеті, залах гральних автоматів та казино, 2022 року компанія «Фавбет гейм слотс» отримала право на проведення азартних ігор у готелі «Тиса» (Петропавлівська Борщагівка).
1 березня 2022 року, після початку повномасштабного вторгнення РФ до України, компанія оголосила про зупинку роботи в Білорусі.
У березні 2022 року підрозділ Favbet Tech, який займається ІТ, вступив до правового режиму «Дія City».

## Спонсорство

### Україна
- 2012 — генеральний спонсор ПФЛУ[25].
- 2018 — партнерство з ФК Динамо Київ[26].
- 2019—2021 — договір про партнерство з УПЛ[27].
- 2019 — засновано кампанію підтримки ЗСУ «Повертайся живим»[28].
- Партнер фільму про ФК «Динамо Київ» — «Невідоме Динамо», створеним разом з компанією «Sportarena TV»[29], партнер сайту Sportarena[30].
- Спонсор змагань для сноубордистів і лижників Double Triple Snow Fest[31].
- 2023 — п'ятирічну співпрацю з ФК «Динамо Київ» було припинено[32][33], початок співпраці з ФК «Шахтар»[34][35].
- Почато співпрацю як партнер з Федерацією хокею України[36].
- 2024 — амбасадором став коментатор Dota 2 і український стрімер Роман «Skevich» Паскевич[37], почато співпрацю з майстернею дронів «Дронарня»[38][39].
- У березні 2024 року за підтримки Favbet почався проєкт підготовки військовослужбовців для застосування БпЛА та радіозв'язку «Beta — технології перемоги»[40].
- 2024 — партнер Федерації фехтування України[41].
- 2025 — спонсор ФК «Рух»[42][43], партнер ФК «Колос»[44].

### Інші країни
- З 2019 — партнер білоруського ФК «Динамо-Брест»[45].
- Музичний амбасадор компанії — хорватська співачка Лідія Бачич[46].
- Амбасадором компанії був колишній футболіст збірної Румунії Адріан Муту[1].

## Благодійність
Станом на січень 2024 — за даними компанії, на допомогу ЗСУ було передано 210 млн грн.
2023 року компанія підтримала дослідження ігрової залежності, початого Міністерством охорони здоров'я України.
26 березня 2024 року за підтримки Favbet відкрито центр психологічної допомоги «Простір життя» для людей з ігровою залежністю.

### Favbet Foundation
2020 року Андрій Матюха заснував благодійний фонд, що ставив за мету допомогу дітям та молоді. 2021 року фонд перейменовано на Favbet Foundation. Це партнер United24, зокрема, компанія виділила 10 млн грн для проєкту «Операція „Єдність“». Фонд підтримує лікарню «Охматдит» та Інститут нейрохірургії Ромоданова, проводить спортивні змагання та організовує матчі.
В рамках проекту «Сильніші разом» фонд із партнерами організовує спортивні секції.
2020 — побудовано безкоштовну workout-зону на НСК «Олімпійський».
2021 року фонд створював електронні бібліотеки як партнер проєкту Міністерства цифрової трансформації, Офісу президента та Української бібліотечної асоціації «Цифровізація бібліотек».